# Prom Night IV: Deliver Us from Evil
Prom Night IV: Deliver Us from Evil (Titulada: Noche de Graduación IV: Líbranos del Mal en Hispanoamérica) es una película de terror de 1991. Es la cuarta y última película de la saga Prom Night y se trata de una secuela de Prom Night III: The Last Kiss. Originalmente, podría considerarse ser la secuela de la película de 1987. Se estrenó en los cines brevemente antes de ser lanzada en vídeo.

## Argumento
En el baile de graduación de 1957 de la secundaria "Hamilton High School", los estudiantes Lisa y Brad abandonan las festividades para tener sexo en el auto de Brad. Antes de que los dos puedan desvestirse, se distraen con un ruido, que revela que alguien está poniendo velas en el capó del coche. Después de ver las velas, a Lisa le cortan su garganta con un crucifijo de metal, por un psicótico fanático religioso, el Padre Jonas; este luego apuñala a Brad en el pecho antes de encender el coche en llamas. Después de cometer este doble homicidio, el padre Jonas revela que había sufrido abuso sexual por parte de sacerdotes en la iglesia y muestra estigmas. Es transportado desde el Seminario de San Basilio a la Iglesia de San Jorge por un grupo de compañeros sacerdotes dirigidos por el Padre Jaeger, quien se refiere al divagante Padre Jonas como una abominación y cree que está poseído por fuerzas oscuras.
En 1991, en la iglesia de St. George, el padre Jaeger, ahora anciano, le informa al joven padre Colin que su viaje a África para el trabajo misionero ha sido pospuesto y que la iglesia lo ordenó con el cuidado del padre Jonas, quien ha estado cautivo en el sótano de la iglesia durante treinta y cuatro años en un estupor inducido por las drogas. Poco después de mostrarle a Colin el catatónico Jonas, Jaeger fallece, dejando oficialmente a Colin como el nuevo guardián de Jonas. Creyendo que puede ayudar a Jonas, Colin descuida drogarlo, un acto que le permite a Jonas recuperar la conciencia. El padre Jonas escapa y mata a Colin antes de huir al Seminario St. Basil. Al descubrir la muerte de Colin y la fuga de Jonas, el cardenal Turint presenta el asesinato de Colin para que parezca un suicidio antes de ir en busca de Jonas.
En el Seminario de San Basilio, que hace tiempo que ha sido abandonado y convertido en una mansión de verano, llegan dos parejas jóvenes, formadas por el hijo del propietario de la misma, Mark; su novia, Meagan; la traviesa Laura y su novio Jeff, que planean celebrar. su graduación en privado en lugar de ir al baile de graduación, pero descubren que la mayoría de los aparatos electrónicos y electrodomésticos de la casa han sido robados. Decidiendo quedarse y divertirse de todos modos, el grupo es acosado por Jonas, quien adquiere su viejo crucifijo de metal y lo usa para matar al hermano menor de Mark, Jonathan, quien había seguido al grupo hasta la mansión.
Después de lastimarse en la bodega, Meagan recibe una llamada telefónica obscena de Jonas mientras Mark está ausente, obteniendo el botiquín de primeros auxilios para atender sus heridas. Después de llamar a Meagan, Jonas entra a la mansión a través de su antigua guarida y mata a Laura, moviendo posteriormente su cuerpo. Mientras buscan a Laura, Mark y Meagan encuentran la guarida de Jonas, mientras que Jeff busca en el ático. Al encontrar lo que se parece a Laura, Jeff se acerca a la figura, solo para descubrir que es Jonas con el cuero cabelludo de Laura; Jonas procede a matar a Jeff aplastando el cráneo con sus propias manos.
Al salir a mirar a su alrededor, Mark y Meagan se apresuran a entrar, y encuentran los cuerpos de Laura y Jeff crucificados y en llamas. Mientras Meagan intenta llamar a la policía, Mark se arma con una pistola y hace que Meagan huya afuera cuando Jonas aparece. Corriendo hacia el techo de la casa, Mark es apuñalado en el pie a través del techo por Jonas, lo que lo hace caer al suelo. Jonas apuñala a Mark hasta la muerte con su crucifijo, y luego persigue a Meagan, quien temporalmente logra incapacitarlo rociándolo en la cara con repelente de insectos. Afuera, Meagan se arma con una pistola que Mark había dejado caer, recibe balas desde adentro y, después de ser llamada por la policía (una llamada que es interrumpida por Jonas) va al granero. Después de fallar varias veces, Meagan logra dispararle a Jonas y, creyéndolo muerto, comienza a rezar pidiendo perdón. solo para ser atacado a mitad de la oración por el aún vivo Jonas, quien comienza a prender fuego al granero usando un aspergillum que arroja llamas en lugar de agua bendita. Agarrando una pala, Meagan golpea a Jonas y sale corriendo y cierra la puerta, dejando que Jonas se queme, tras lo cual el granero explota.
Por la mañana, suben a Meagan a una ambulancia, mientras que Jonas, carbonizado y aparentemente muerto, se coloca en otra, que está a cargo del cardenal Turint y sus seguidores. Mientras está en la parte trasera de la ambulancia, Jonas abre los ojos, mientras que en otro lugar Meagan hace lo mismo simultáneamente.

## Reparto
- Nicole de Boer como Meagan.
- J.H. Wyman como Mark.
- Joy Tanner como Laura.
- Alle Ghadban como Jeff.
- Kenneth McGregor como Jaeger.
- Brock Simpson como Colin.
- James Carver como Jonas.
- Krista Bulmer como Lisa
- Phil Morrison como Brad
- Fap Filippo como Jonathan
- Thea Andrews como Luise
- Deni DeLory como Jennifer